# Kantorowitsch-Preis
Der Kantorowitsch-Preis (russisch Премия имени Л.В. Канторовича) wurde nach dem russischen Mathematiker und Wirtschaftswissenschaftler Leonid Witaljewitsch Kantorowitsch benannt und wird von der Russischen Akademie der Wissenschaften seit 1996 für herausragende Leistungen auf dem Gebiet der mathematischen Methoden und Modelle in der Ökonomie verliehen. Die Preisverleihung erfolgt alle drei Jahre. Der Preis wird auch an mehrere Wissenschaftler zeitgleich vergeben.

## Preisträger
- 1996 Waleri Leonidowitsch Makarow
- 1999 Wiktor Mejerowitsch Polterowitsch
- 2002 Wladimir Iwanowitsch Danilow
- 2005 Waleri Alexandrowitsch Wassiljew
- 2008 Sergei Alexejewitsch Suslizyn
- 2008 Wiktor Iwanowitsch Suslow
- 2008 Alexander Grigorjewitsch Granberg
- 2011 Iwan Iwanowitsch Jeremin
- 2014 Jelena Borissowna Janowskaja
- 2017 Sergei Arutjunowitsch Ajwasjan
- 2020 Jelena Dawidowna Suschko
- 2020 Albert Raufowitsch Bachtisin
- 2020 Waleri Leonidowitsch Makarow